# Takestan
Takestan (perski: تاكستان) – miasto w Iranie, w ostanie Kazwin. W 2006 roku miasto liczyło 73 625 mieszkańców w 18 685 rodzinach.